# Eva Rupnik
Eva Rupnik (Kranj, 18 ottobre 1992) è una cestista slovena.

## Carriera
Con la Slovenia ha disputato i Campionati europei del 2019.